# رابرت کربیم
رابرت کربیم (به انگلیسی: Robert Lee Curbeam, Jr.) فضانورد اهل ایالات متحده آمریکا است که در ۵ مارس ۱۹۶۲ میلادی در بالتیمور زاده شد. وی در مأموریت اس‌تی‌اس-۸۵، اس‌تی‌اس-۹۸، اس‌تی‌اس-۱۱۶ حضور داشته است.